# 蔡州 (湖北省)
蔡州（さいしゅう）は、中国にかつて存在した州。現在の湖北省棗陽市の一部に設置された。
南北朝時代、北魏により設置された南雍州を前身とする。西魏により蔡州と改称された。605年（大業元年）、隋により廃止され、その管轄区域は昌州に移管された。

## 下部行政区画
- 蔡陽郡
  - 蔡陽県
  - 双泉県
- 千金郡
  - 瀴源県